# Броштени (Јаши)
Броштени (рум. Broșteni) насеље је у Румунији у округу Јаши у општини Владени. Oпштина се налази на надморској висини од 64 m.

## Становништво
Према подацима из 2002. године у насељу је живело 441 становника, од којих су сви румунске националности.